# Sumaterana
Sumaterana – rodzaj płazów bezogonowych z rodziny żabowatych (Ranidae).

## Zasięg występowania
Rodzaj obejmuje gatunki występujące endemicznie na Sumatrze w Indonezji.

## Systematyka
Rodzaj zdefiniował w 2018 roku międzynarodowy zespół herpetologów (Indonezyjczycy Umilaela Arifin i Djoko Iskandar, Indyjczyk Utpal Smart, Szwajcar Stefan T. Hertwig, Amerykanin Eric Nelson Smith i Niemiec Alexander Haas) w artykule poświęconym molekularnej analizie filogenetycznej niestabilnego taksonomicznie żabowatego z Sumatry w Indonezji, opublikowanym w czasopiśmie Zoosystematics and Evolution. Gatunkiem typowym jest (oryginalne oznaczenie) S. crassiovis.

### Etymologia
Sumaterana: indonez. Sumatera ‘Sumatra’, od sanskr. Sumadra ‘morze’; łac. rana ‘żaba’.

### Podział systematyczny
Do rodzaju należą następujące gatunki:
- Sumaterana crassiovis (Boulenger, 1920)
- Sumaterana dabulescens Arifin, Smart, Hertwig, Smith, Iskandar & Haas, 2018
- Sumaterana montana Arifin, Smart, Hertwig, Smith, Iskandar & Haas, 2018